# Rachelo, Rachelo
Rachelo, Rachelo (ang. Rachel, Rachel) – amerykański dramat obyczajowy z 1968 roku w reżyserii Paula Newmana, zrealizowany na podstawie powieści Margaret Laurence pt. A Jest of God. Zdjęcia kręcono w stanie Connecticut.

## Fabuła
Rachel Cameron, 35-letnia nauczycielka, mieszka z matką w domu naprzeciw zakładu pogrzebowego jej ojca w miasteczku w Nowej Anglii. Nigdy nie spotkała żadnego mężczyzny. Pewnego dnia pojawia się kolega z klasy Nick Kazlik...

## Obsada
- Joanne Woodward - Rachel Cameron
- James Olson - Nick Kazlik
- Kate Harrington - Pani Cameron
- Estelle Parsons - Calla Mackie
- Donald Moffat - Niall Cameron
- Terry Kiser - Pastor
- Frank Corsaro - Hector Jonas
- Bernard Barrow - Leighton Siddley
- Geraldine Fitzgerald - Pani Wood
- Nell Potts - Rachel jako dziecko
- Shawn Campbell - James
- Violet Dunn - Verla

## Nagrody i nominacje (wybrane)
Oscary za rok 1968
- Najlepszy film – Paul Newman (nominacja)
- Najlepszy scenariusz adaptowany – Stewart Stern (nominacja)
- Najlepsza aktorka – Joanne Woodward (nominacja)
- Najlepsza aktorka drugoplanowa – Estelle Parsons (nominacja)

Złote Globy 1968
- Najlepsza aktorka dramatyczna – Joanne Woodward
- Najlepsza reżyseria – Paul Newman

Nagrody BAFTA 1968
- Najlepsza aktorka – Joanne Woodward (nominacja)